# Qawra

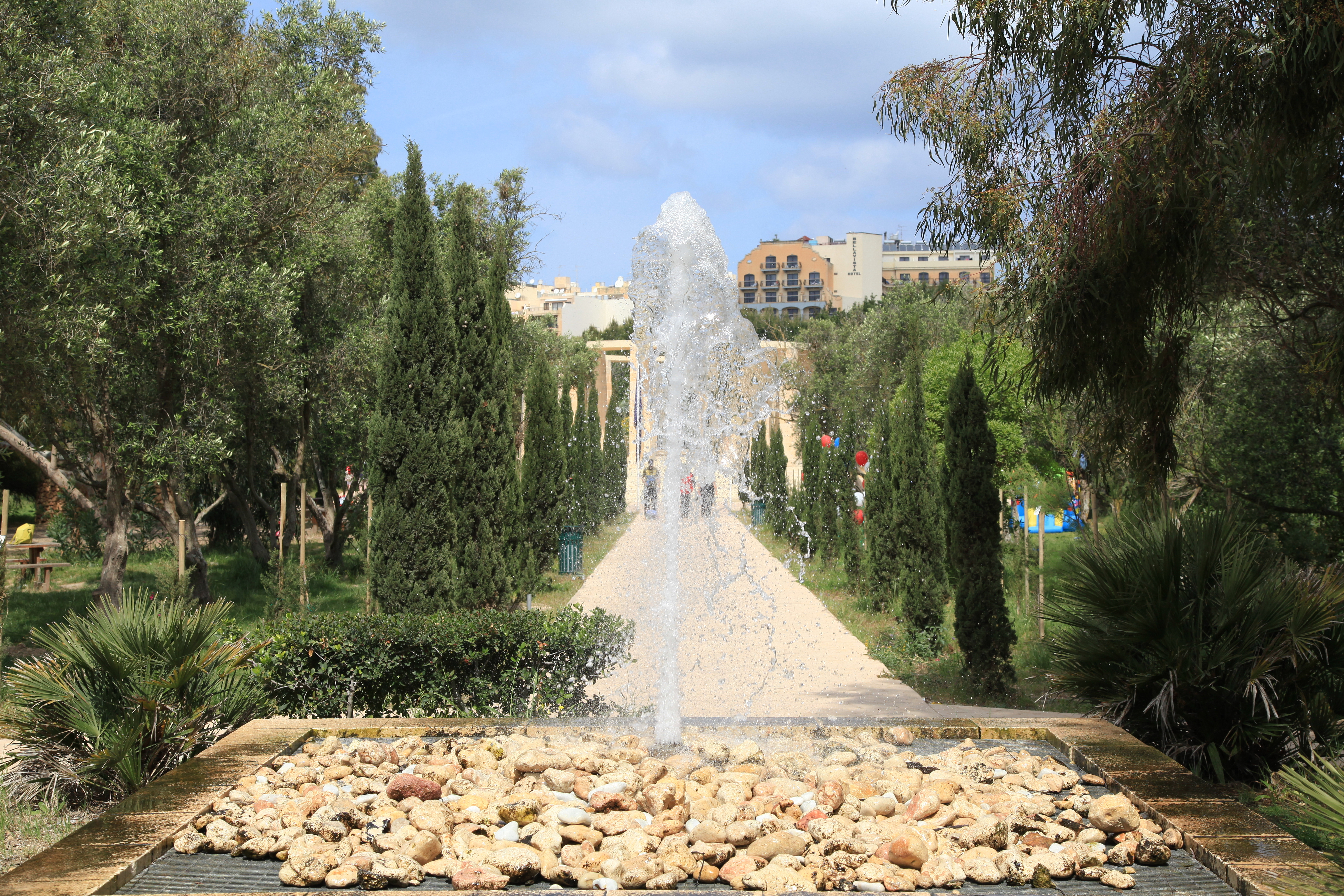
Obszar Kennedy Grove w Parku Narodowym Salini

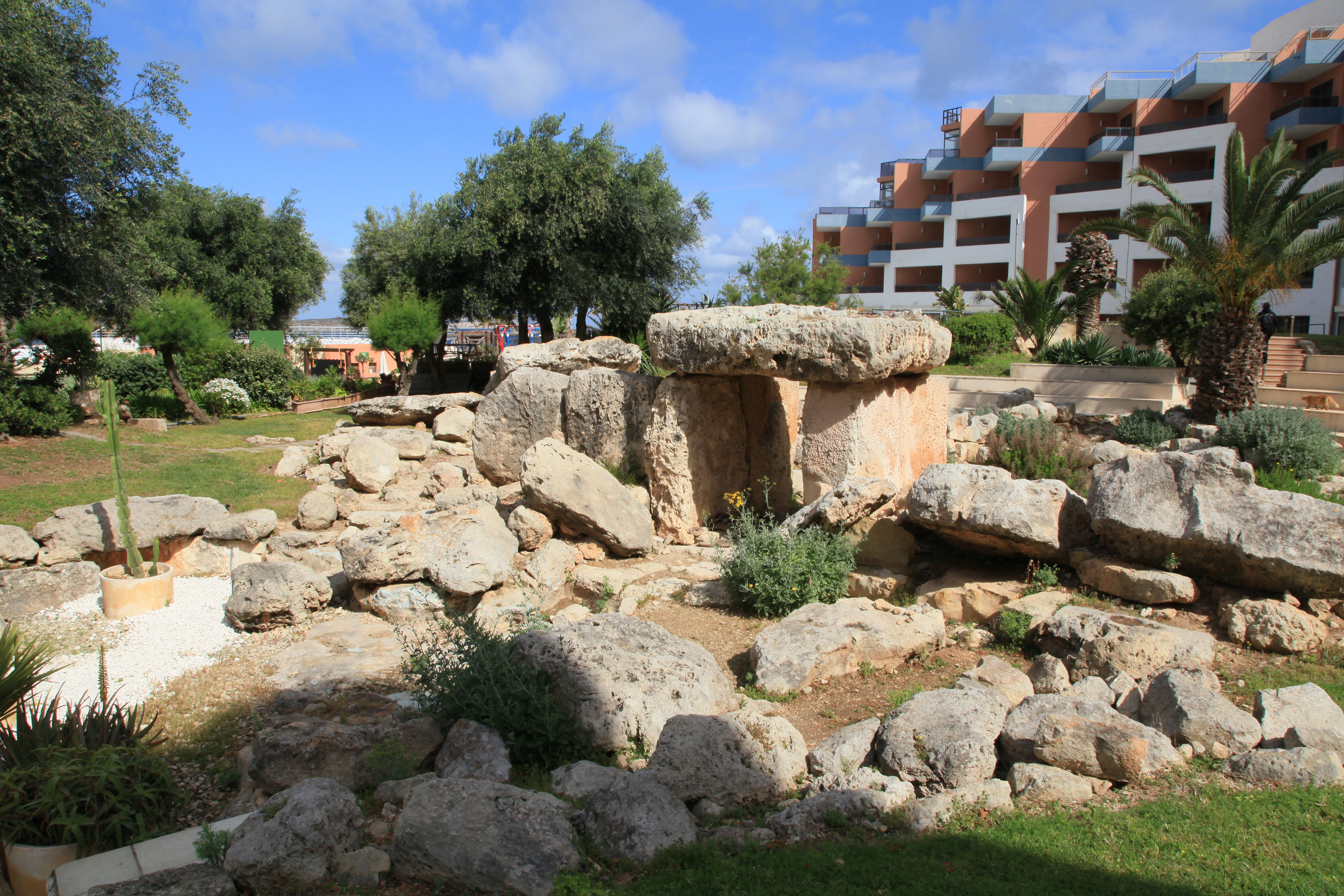
Ruiny Świątyni Bugibba

Qawra (wym.: ałra) – niewielka miejscowość położona  w północnej części Malty, znajdująca się nad Zatoką Świętego Pawła, sąsiadująca z  Buġibbą i Saint Paul’s Bay. Nadmorski kurort turystyczny zawiera sporą liczbę hoteli, apartamentów wakacyjnych, restauracji, kawiarni, barów, kasyn i wiele innych obiektów turystycznych.

## Atrakcje
W miejscowości Qawra znajdują się liczne atrakcje turystyczne, w tym obiekty historyczne, miejsca rozrywki i wypoczynku:
- Wieża Qawra (ang. Qawra Tower, malt. Torri tal-Qawra) – jedna z tzw. wież Lascarisa, wież obserwacyjnych, zbudowana za czasów wielkiego mistrza kawalerów maltańskich Juana de Lascaris-Castellara w latach 1637-1640. Obecnie wewnątrz przysadzistego budynku znajduje się pizzeria oraz w sezonie letnim bar reggae[3];
- Narodowe Akwarium Malty – akwarium publiczne o powierzchni łącznej 20 000 m². Składa się z akwarium (łącznie 41 zbiorników), parkingu wielopoziomowego, obiektów dla lokalnych szkół nurkowania oraz obiektów gastronomicznych[4];
- Muzeum klasycznych samochodów – muzeum starych pojazdów samochodowych i motocykli z lat 40-60 XX w. (obecnie ponad 100 eksponatów na wystawie); dodatkowo muzeum wyposażono w wiele innych antyków (gramofony, starodawne telewizory, szafy grające)[5];
- Park narodowy Salini – obszar chroniony, składający się z bagien solankowych, basenów solankowych, a także z części parkowej Kennedy Grove o powierzchni 8 ha[6];
- Promenada nad Zatoką Świętego Pawła – promenada o długości trzech kilometrów zbudowana wzdłuż skalistej linii brzegowej, przebiegająca przez Qawrę, Bugibbę, Saint Paul’s Bay[2];
- Świątynia Bugibba – ruiny maltańskiej świątyni megalitycznej położonej na pograniczu miejscowości Bugibba i Qawra[7];
- Kościół św. Franciszka z Asyżu – kościół zbudowany w nowoczesnym stylu, jako parafia od 2004 roku[8];
- Qawra Point (turystyczna rafa koralowa) – dostępne szkoły nurkowania w miejscowości Qawra umożliwiają podziwianie rafy koralowej na głębokości od 15 do 40 metrów, gdzie można zobaczyć jaskinie o szerokich wejściach oraz występujące tam żywe organizmy, m.in. homary, kraby, ślimaki, pustelniki[9].

## Dojazd
Qawra jest dobrze skomunikowana z innymi częściami Malty, dzięki znajdującemu się w pobliżu dworcowi autobusowemu w miejscowości Buġibba.
Główne trasy autobusowe:
- Z lotniska – linia X3 (czas jazdy: ok. 1 - 1,5 godziny)
- Z Valletty – linie autobusowe nr 31, 45 i 48 (dojazd w ok. 45 minut)
- Ze Sliemy i St. Julians – linie autobusowe nr 203, 212, 222 i 225 (czas jazdy 45-60 minut)
- Do Mdiny – autobus nr 186 (dojazd w ciągu 30 minut)
- Do Golden Bay i Għajn Tuffieħa (popularne plaże) – linie autobusowe nr 223 i 225 (dojazd w ok. 30 minut)
- Do Mellieha Bay (popularna plaża) – autobusy nr 42, 221 i 222 (dojazd w ok. 30 minut)